# Urtė Bačianskaitė
Urtė Bačianskaitė (* 17. September 2000 in Panevėžys) ist eine litauische Leichtathletin, die sich auf den Siebenkampf spezialisiert hat, aber auch im Kugelstoßen an den Start geht.

## Sportliche Laufbahn
Erste internationale Erfahrungen sammelte Urtė Bačianskaitė im Jahr 2016, als sie bei den erstmals ausgetragenen Jugendeuropameisterschaften in Tiflis ihren Wettkampf im Siebenkampf vorzeitig beenden musste. Im Jahr darauf gewann sie bei den U18-Weltmeisterschaften in Nairobi mit 5467 Punkten die Bronzemedaille im Siebenkampf und gelangte im Kugelstoßen mit 14,74 m auf Rang zehn. 2018 schied sie bei den U20-Weltmeisterschaften in Tampere mit 13,40 m in der Kugelstoßqualifikation aus und gelangte im Siebenkampf mit 5157 Punkten auf Rang 22. Im Jahr darauf verpasste sie bei den U20-Europameisterschaften in Borås mit 13,82 m den Finaleinzug im Kugelstoßen und im selben Jahr begann sie ein Studium an der Kansas State University in den Vereinigten Staaten. 2021 schied sie bei den U23-Europameisterschaften in Tallinn mit 14,52 m in der Vorrunde im Kugelstoßen aus und 2023 wurde sie bei der 2. Liga der Team-Europameisterschaft im Rahmen der Europaspiele in Chorzów mit 14,81 m Fünfte.
2023 wurde Bačianskaitė litauische Meisterin im Kugelstoßen.

## Persönliche Bestleistungen
- Kugelstoßen: 15,45 m, 1. Februar 2024 in Manhattan
- Siebenkampf: 5790 Punkte, 10. Juni 2023 in Austin
  - Fünfkampf (Halle): 4004 Punkte, 1. Februar 2024 in Manhattan